# Podolany Pierwsze
Podolany Pierwsze – część wsi Białowieża w Polsce, położona w województwie podlaskim, w powiecie hajnowskim, w gminie Białowieża, na obszarze Puszczy Białowieskiej i przy trasie nieczynnej linii kolejowej Hajnówka-Białowieża. 
Rozpościera się wzdłuż ulicy Podolany I, równolegle do Narewki. Wraz z Podolanami Drugimi stanowi skupisko Podolany, dawniej samodzielną wieś.
W latach 1975–1998 administracyjnie należały do województwa białostockiego.
21 grudnia 1998 włączone do Białowieży.